# Il Sodoma
Il Sodoma (1477 – 14 tháng 2 năm 1549) là tên gọi được đặt cho họa sĩ Phục Hưng người Ý Giovanni Antonio Bazzi. Ông dành phần lớn sự nghiệp của mình tại Siena và hai giai đoạn tại Rome. Tại Milan, vào những năm 1500, phong cách của ông chịu ảnh hưởng bởi Leonardo da Vinci. Năm 1513 - 1515, ông ở lại Rome, chịu ảnh hưởng của Raffaello và đã thiết lập một trường phái thanh lịch trong miêu tả cơ thể người. Các tác phẩm tiêu biểu bao gồm: "tử đạo của Thánh Sebastian" (1525, Florenta, Bảo tàng nghệ thuật Pitti), bức tranh tường của Farnesina của Rome "Hôn nhân của Alexander và Roxanne" (1516 - 1517).